# Parc national de la Guadeloupe
Parc national de la Guadeloupe är ett naturreservat som ligger i det franska utomeuropeiska departementet Guadeloupe.

## Geografi
Nationalparken ligger i den centrala delen av Île de Basse-Terre .
Parken har en sammanlagd area på ca 173 km² och är den sjunde största nationalparken i Frankrike   .
Parken är habitat för ca 16 olika arter av däggdjur, 30-tal olika fåglar och ett 20-tal grodor och ödlor . Området täcks av tropisk skog
Parc national de la Guadeloupe förvaltas av L’Office national des forêts.

## Historia
Parc national de la Guadeloupe inrättades 1970 av lokalparlamentet Le Conseil général de la Guadeloupe som naturreservat .
1977 föreslog lokalparlamentet att upphöja området till nationalpark och den 20 februari 1989 instiftades området till nationalpark .
Fram till 2007 var området den enda franska nationalparken utanför Frankrike.